# Pablo Lima (Fußballspieler, 1981)
Pablo Lima, vollständiger Name Pablo Martín Lima Olid, (* 26. März 1981 in Montevideo) ist ein uruguayischer Fußballspieler.

## Karriere

### Verein
Der nach Vereinsangaben 1,80 Meter, nach anderen Quellen 1,79 Meter große Defensivakteur Lima stand zu Beginn seiner Karriere von 2001 bis 2007 im Kader des uruguayischen Erstligisten Danubio FC. 2004 und 2006/07 gewann er mit den Montevideanern jeweils die uruguayische Meisterschaft. 2007 wechselte er nach Argentinien zu Vélez Sársfield. In der Saison 2007/08 erzielte er dort drei Tore in der Primera División. 2008/09 kam er zu lediglich drei weiteren Erstligaeinsätzen (kein Tor). Im Januar 2009 wurde er an den Ligakonkurrenten Rosario Central ausgeliehen, bestritt bis zum Saisonende 18 Erstligabegegnungen und schoss zwei Tore. Anfang August 2009 kehrte er zu Vélez Sársfield zurück und kam in der Folgezeit noch 16-mal (ein Tor) in der Primera División und dreimal (kein Tor) in der Copa Libertadores zum Zug. Im August 2010 führte sein Karriereweg nach Europa zu Iraklis Saloniki. 21-mal lief er in der griechischen Superleague Ellada auf und traf einmal ins gegnerische Tor. Auch zwei Pokalspiele stehen für ihn zu Buche. Im Juli 2011 trat er ein Engagement bei Colón de Santa Fe in Argentinien an. Bis zum Juli des Folgejahres, als er den Klub in Richtung Quilmes AC verließ, weist die Statistik lediglich vier Ligapartien (kein Tor) und zwei Begegnungen (kein Tor) der Copa Argentina mit Limas Beteiligung aus. Für Quilmes spielte er anschließend bis August 2013, absolvierte 18 Erstligapartien und schoss ein Tor. Für rund vier Monate kehrte er sodann an den Ausgangspunkt seiner Profikarriere zu Danubio zurück und traf in der Apertura 2013 bei zwölf Erstligaeinsätzen dreimal ins gegnerische Tor. Seit 22. Dezember 2013 stand er in Reihen des Club Atlético Peñarol und lief in der Clausura 2014 in vier Spielen (kein Tor) der Primera División und zwei Partien (kein Tor) der Copa Libertadores 2014 auf. In der Saison 2014/15 wurde er dreimal (kein Tor) in der höchsten uruguayischen Spielklasse eingesetzt. Im Juli 2015 trat er ein erneutes Engagement beim Danubio FC an. In der Spielzeit 2015/16 absolvierte er zehn Erstligapartien (ein Tor). Mit dem Abschluss der Saison 2015/16 beendete Lima seine aktive Fußballerkarriere und wurde bis 2017 Sportkoordinator bei Danubio.

### Nationalmannschaft
Lima gehörte 2001 der uruguayischen U-20-Auswahl an, die an der U-20-Südamerikameisterschaft 2001 in Ecuador teilnahm. Er war auch Mitglied der A-Nationalmannschaft Uruguays. Sein Debüt feierte er unter Nationaltrainer Víctor Púa am 13. Juli 2001 beim 1:0-Sieg gegen Bolivien im Gruppenspiel der Copa América 2001 als Mitglied der Startelf. Sein letzter Einsatz datiert vom 24. März 2007 beim 2:0-Auswärtssieg im Freundschaftsländerspiel gegen Südkorea. Verantwortlicher Nationaltrainer war zu dieser Zeit Óscar Tabárez. Insgesamt absolvierte er 14 Länderspiele und erzielte ein Tor.

### Erfolge
- Uruguayischer Meister: 2004, 2006/07